# Головне управління автомобільних доріг (Туреччина)
Головне управління автомобільних доріг (тур. Türkiye Cumhuriyeti Karayolları Genel Müdürlüğü) (KGM) є державним органом, відповідальним за будівництво і утримання всіх доріг загального користування за межами міст і населених пунктів в Туреччині. Воно було створене 1 березня 1950 року після прийняття Закону про міжнародні автомобільні дороги в 1949 році. Агентство є підрозділом Міністерства транспорту і зв'язку. 
ГУД підтримує дорожню мережу автострад довжиною 2080 км, 31395 км державних доріг  та 31390 км провінційних доріг, мостів, шляхопроводів, тунелів та ін. В Туреччині існує лише одна велика автомагістраль, збудована італійцями.

## Підрозділи
- 1-й — Стамбул, Мармуровоморський регіон
- 2-й — Ізмір, Егейський регіон
- 3-й — Конья
- 4-й — Анкара
- 5-й — Мерсін
- 6-й — Кайсері
- 7-й — Самсун, Чорноморський регіон
- 8-й — Елязиг
- 9-й — Діярбакир, Анатолія
- 10-й — Трабзон
- 11-й — Ван
- 12-й — Ерзурум
- 13 м — Анталья
- 14-й — Бурса
- 15 м — Кастамону
- 16-й — Сівас
- 17-й — Стамбул та його мости
- 18-й — Карс, Ардахан, Игдир